# Christian Wilhelm Ernst Dietrich

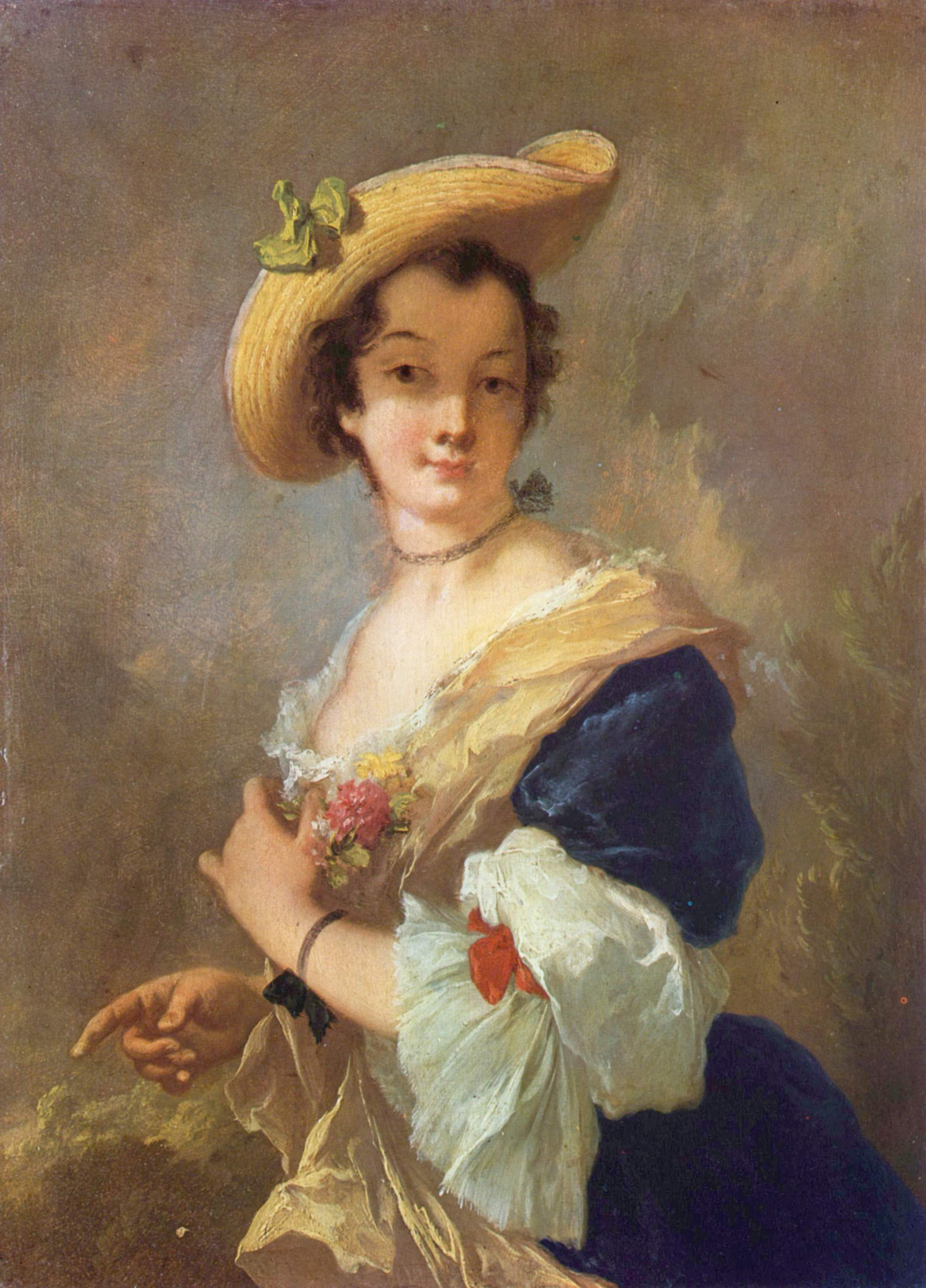
Portret kobiety w słomkowym kapeluszu

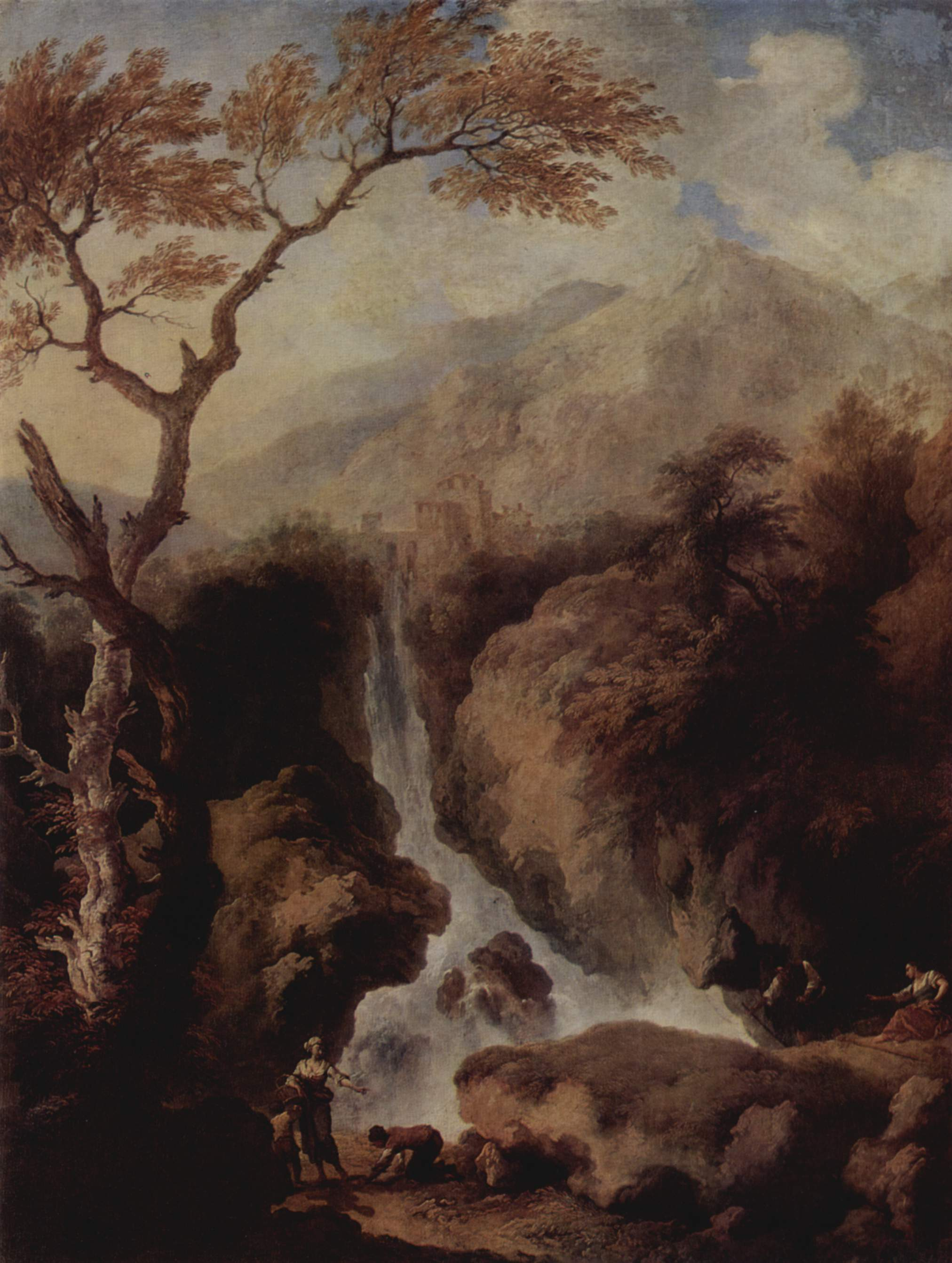
Wodospad w pobliżu Rzymu (ok. 1750) Ermitaż, St. Petersburg

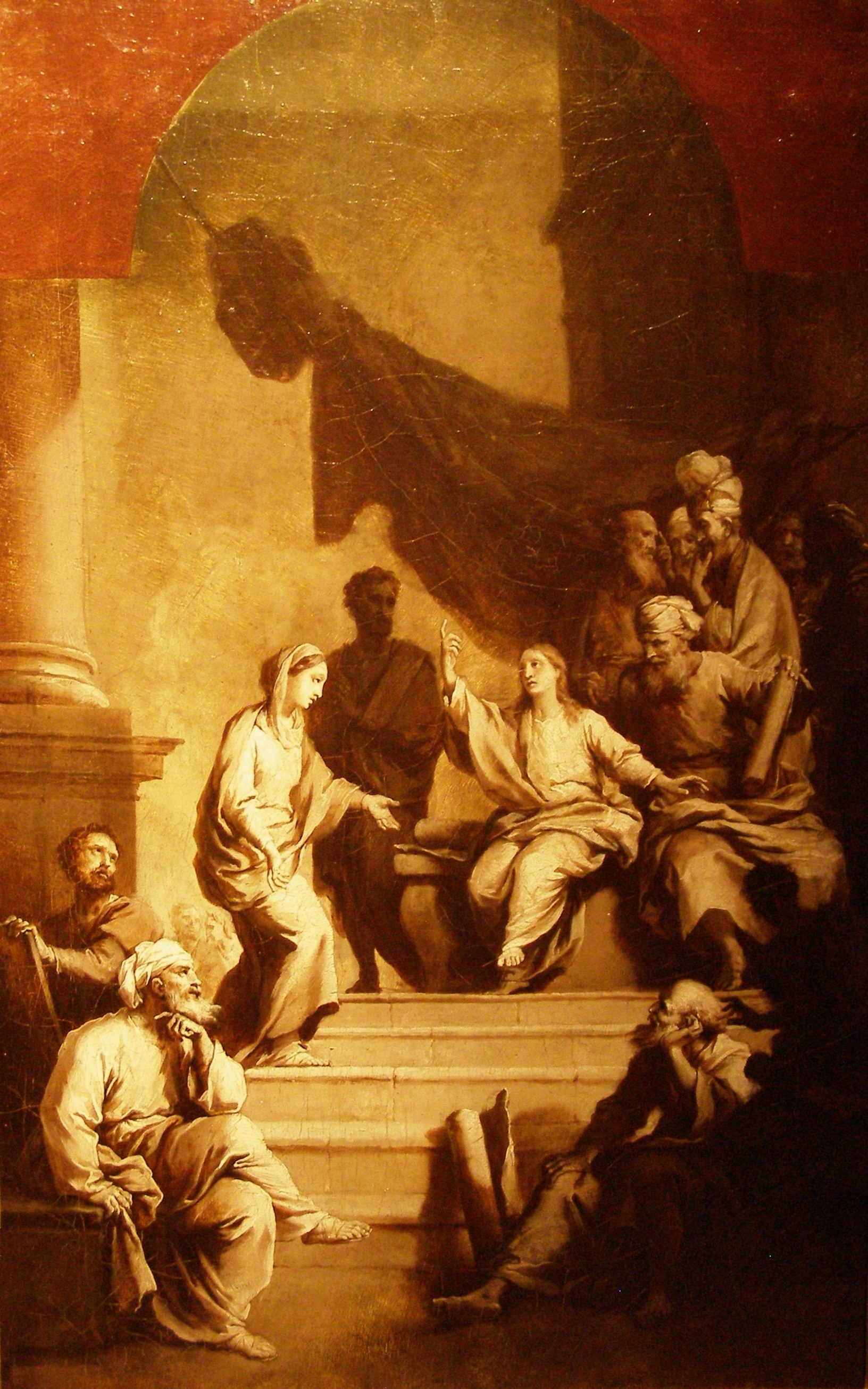
Dwunastoletni Chrystus nauczający w Świątyni (II poł. XVIII w.), Kolekcja „Europeum” Muzeum Narodowego w Krakowie

Christian Wilhelm Ernst Dietrich (ur. 30 października 1712 w Weimarze, zm. 23 kwietnia 1774 w Dreźnie) – niemiecki malarz i grafik okresu rokoka, zwany też Christian Guillaume Ernest Dietricy.
Był uczniem pejzażysty Johanna Alexandra Thiele (1685-1752). Podróżował do Holandii i Włoch studiować sztukę, gdzie zaprzyjaźnił się z Ismaelem i Antonem Mengsami. Działał głównie w Dreźnie, będąc nadwornym malarzem Augusta III i profesorem Akademii.
Malował sceny historyczne, rodzajowe, portrety i krajobrazy. Jego twórczość cechuje eklektyzm. Naśladował styl Rembrandta, Salvatora Rosy i Adriaena van Ostadego.
Ponad 40 jego obrazów znajduje się w Galerii Obrazów Dawnych Mistrzów w Dreźnie.

## Wybrane dzieła
- Chrystus i jawnogrzesznica – Paryż, Luwr
- Diana i Kallisto (ok. 1631) – Drezno, Gemaeldegalerie
- Dwunastoletni Chrystus nauczający w Świątyni (II poł. XVIII w.), Kolekcja „Europeum” Muzeum Narodowego w Krakowie
- Gody w Kanie (1735) – Drezno, Gemaeldegalerie
- Kąpiace się nimfy (1754) – Drezno, Gemaeldegalerie
- Madonna z Dzieciątkiem – Drezno, Gemaeldegalerie
- Mężczyzna ze Wschodu – Oldenburg, Landesmuseum
- Ofiara Izaaka – Budapeszt, Muzeum Sztuk Pięknych
- Ofiarowanie w świątyni (1740) – Drezno, Gemaeldegalerie
- Opłakiwanie Chrystusa – Berlin, Gemaeldegalerie
- Para miłosna z Amorem (1740) – Drezno, Gemaeldegalerie
- Pasterz i pasterka (1740) – Drezno, Gemaeldegalerie
- Pokłon pasterzy (ok. 1754) – Drezno, Gemaeldegalerie
- Pokłon Trzech Króli (1731) – Drezno, Gemaeldegalerie
- Portret mężczyzny – Berlin, Gemäldegalerie
- Powrót syna marnotrawnego (1740) – Drezno, Gemaeldegalerie
- Skalisty krajobraz z wodospadem – Kolonia, Wallraf-Richartz-Museum
- Ucieczka do Egiptu – Lipsk, Museum der Bildenden Kuenste
- Ucieczka do Egiptu (1752) – St. Petersburg, Ermitaż
- Ukrzyżowanie – Drezno, Gemaeldegalerie
- Warsztat alchemisty (1730) – Berlin, Gemäldegalerie
- Wenus i Eneasz (1766) – Drezno, Gemaeldegalerie
- Wędrowni muzykanci (1745) – Londyn, National Gallery
- Wniebowstąpienie – Drezno, Gemaeldegalerie
- Wodospad w pobliżu Rzymu (1745-50) – St. Petersburg, Ermitaż
- Wodospad w pobliżu Tivoli – Berlin, Gemäldegalerie
- Wytworne towarzystwo w parku – Schwerin, Staatliches Museum
- Zdjęcie z krzyża (ok. 1730) – Drezno, Gemaeldegalerie
- Złożenie do grobu (1759) – St. Petersburg, Ermitaż
- Zwiatowanie pasterzom(1754) – Drezno, Gemaeldegalerie
- Żniwiarka (Alegoria Lata) – Lipsk, Museum der Bildenden Kuenste